# Château de Challement
 (mai 2023).
Si vous disposez d'ouvrages ou d'articles de référence ou si vous connaissez des sites web de qualité traitant du thème abordé ici, merci de compléter l'article en donnant les références utiles à sa vérifiabilité et en les liant à la section « Notes et références ».
Le château de Challement est un édifice situé à Challement, en France.

## Localisation
Le château est situé sur le territoire de la commune de Challement, dans le département de la Nièvre en région Bourgogne-Franche-Comté. 

## Description
Le château de Challement était autrefois composé d'un grand corps de logis, il possédait deux grandes pièces au rez-de-chaussée, et d'un étage identique, dont l'accès se faisait par un escalier placée dans une tourelle hexagonale, qui est située en façade. Sous le bâtiment se trouvent deux grandes caves séparées par un mur de refend. Les caves du château sont datées de 1536 et ses cuisines du XVIIIe siècle, la cave principale était composée de deux travées principales avec deux arcs en plein cintre, elle mesure 6,55 m sur 5,32 m. Actuellement le château n'est pas visible, car le chantier de restauration est en cours[source insuffisante].

## Historique
La première mention date de 1307 lorsque Isabeau de Bazoches, dame de Challement, veuve de Guillaume Rabuteau, chevalier, donne procuration pour faire foy et hommage en son nom au comte de Nevers[réf. nécessaire].
Le château fait l'objet d'une inscription au titre des monuments historiques par arrêté du 30 mars 2018.